# Foxiphalus similis
Foxiphalus similis är en kräftdjursart som först beskrevs av J. L. Barnard 1960.  Foxiphalus similis ingår i släktet Foxiphalus och familjen Phoxocephalidae. Inga underarter finns listade i Catalogue of Life.